# Boris A. Novak
Boris A. Novak (Belgrado, 3 de diciembre de 1953) es un poeta, dramaturgo, traductor y ensayista esloveno.

## Biografía
Pasó su infancia en Belgrado (Serbia). Estudió Literatura comparada y Filosofía en Liubliana (Eslovenia). Hizo su doctorado en el año 1996. Desde 1980 hasta 1986 trabajó como dramaturgo en SNG Drama en Liubliana, desde 1980 hasta 1991 fue el redactor de la revista infantil Kurirček. Es uno de los fundadores de Nova revija; en el período dramático después de la publicación del número 57 de Nova revija fue también su redactor.
Desde el año 1988 hasta 1989 estudió en los Estados Unidos; en el año 1991 dio conferencias sobre la poesía en la Universidad de Tennessee en la ciudad Chattanooga, Tennessee (Estados Unidos). En el campo teórico de la literatura se dedica a la teoría del verso (versología comparada) y a la teoría de la traducción. Es un investigador de la lírica francesa medieval y de la lírica provenzal, de la dramática clasicista, de la poesía europea simbolística y de la lírica eslovena y francesa moderna. Además escribe sobre los temas de la literatura juvenil e infantil.
Es muy activo humanitariamente. Como el presidente de PEN esloveno y el presidente de Comité Pacifista de PEN Internacional ayudó a los refugiados de ex Yugoslavia y a los escritores de Sarajevo, cuando esta ciudad fue ocupada. Esa fue la mayor contribución humanitaria en toda la historia del Comité pacifista de PEN Internacional. 
Boris A. Novak también es el presidente de la “Sociedad de los amigos de Lipica” (Društvo prijateljev Lipice), una sociedad que se ocupa en el reconocimiento oficial de origen esloveno de los caballos blancos que se llaman “lipicanci”.

## Obra
Poesía
- 1977. Stihožitje. Ljubljana: Državna založba Slovenije. 49 str.
- 1981. Hči spomina. Ljubljana: Mladinska knjiga. 83 str.
- 1983. 1001 stih: pesnitev. Ljubljana: Državna založba Slovenije. 47 str.
- 1984. Kronanje. Ljubljana: Mladinska knjiga. 84 str.
- 1990. Vrtnar tišine = Gardener of silence. Ljubljana: Mladinska knjiga, koprodukcija: Društvo slovenskih pisateljev. 92 str.
- 1990. Oblike sveta: pesmarica pesniških oblik. Ljubljana: Mladika. 138 str.
- 1991. Stihija. Maribor: Obzorja. 63 str.
- 1995. Mojster nespečnosti. Ljubljana: Mladinska knjiga.
- 1997. Oblike srca: pesmarica pesniških oblik. Ljubljana: Modrijan. 310 str.
- 1999. 'Alba'. V: Nova revija. Letnik 17, št. 193, str. 11-20.
- 2000. Odmev. Ljubljana: Cankarjeva založba. 127 str.
- 2000. Odsotnost. Ljubljana: Edina. 12 umetniških map

Drama
- 1988. Dramski diptih. Maribor: Obzorja. 219 str.
- 1988. 'Vojaki zgodovine : dramska kronika 1918-48'. V: Maske, št.8/9, str.157-186.
- 2001. Kasandra : tragedija. Ljubljana: SNG Drama. 96 str.

Ensayo
- 1982. Pesniški almanah mladih : skupaj z drugimi avtorji. Ljubljana: Mladinska knjiga, Maribor: Obzorja. 312 str.
- 1993. 'Aleksandrinec. II, Adaptacije francoskega aleksandrinca v drugih jezikih'. V:

Primerjalna književnost, št. 1, str. 75-110.
- 1993. 'Aleksandrinec. III, Aleksandrinec v slovenski poeziji in prevodni literaturi'. V:

Primerjalna književnost, št. 1, str. 51-74.'
- 1995. 'Prešernova recepcija jambskega enajsterca'. V: Primerjalna književnost, št. 1, str. 11-42.
- 1995. Oblika, ljubezen jezika: recepcija romanskih pesniških oblik v slovenski poeziji. Maribor : Obzorja. 383 str.
- 1995. Esej o Racinu : zbrane drame. Ljubljana: DZS. str. 249-[278].
- 1997. "Prosti" verz pri Udoviču. Ljubljana: Nova revija. Str. 125-159.
- 1997. Po-etika forme. Ljubljana: Cankarjeva založba. 367 str.
- 1998. Pirjevčeva zapuščina. Ljubljana: Nova revija. Str. 386-397.
- 1998. 'Trubadurski kult oblike kot jezikovnega ekvivalenta ljubezni'. V: Primerjalna književnost. Let. 21, št. 2, str. 15-44.
- 1998. Zapoznela Romantika Ivana Preglja. Ljubljana: Nova revija. Str. 75-88.
- 1998. Od: ti si: poskus branja bivanjskega sporočila pesniške zbirke. Odtisi Nika Grafenauerja. Ljubljana: Nova revija, str. 71-103.
- 2000. Sonetno romanje Cirila Zlobca. Samo ta dan imam / Ciril Zlobec. Ljubljana: Prešernova družba. Str. 146-149.
- 2000. Kako raste pesem: o otroški in mladinski poeziji Nika Grafenauerja. Kadar glava nad oblaki plava / Niko Grafenauer. Ljubljana: Mladinska knjiga. Str. 117-124.
- 2000. Življenje in delo Paula Verlaina. Paul Verlaine / izbral in prevedel Boris A. Novak. Ljubljana: Mladinska knjiga (Zbirka Mojstri lirike). Str. 152-160.
- 2001. Verzifikacijski problemi prevajanja Prešerna v angleščino in francoščino. Prevajanje Prešerna. Ljubljana: Društvo slovenskih književnih prevajalcev. Str. 19-30.
- 2001. Mini poetika: literarna teorija. Ljubljana: Rokus. 133 str.
- 2003. Žarenje. Ljubljana: Nova revija.

Literatura infantil y juvenil
- 1981. Prebesedimo besede. Ljubljana: Partizanska knjiga. 44 str.
- 1983. V ozvezdju Postelje: igre za otroke in zvezde. Ljubljana: Univerzum.
- 1983. Levstik, Fran; Boris A. Novak. Kdo je napravil Vidku srajčico: igra za

otroke in živali. Ljubljana: Univerzum. 20 str. 
- 1984. Domišljija je povsod doma. Ljubljana: Partizanska knjiga. 59 str.
- 1984. Nebesno gledališče / Mala in velika luna. Ljubljana: Mladinska knjiga. 75 str.
- 1989. Periskop. Ljubljana: Partizanska knjiga. 54 str.
- 1990. Nebesno gledališče skupaj z Jerko Novak. Ljubljana: Mladinska knjiga. 34 str.
- 1990. Prečudovite potepuške pesmi. Ljubljana: samozaložba R. Bovhan. 32 str.
- 1994. Mala in velika luna. Ljubljana: DZS. 47 str.
- 1995. Blabla: pesmi in igre za male in velike tigre. Ljubljana: DZS. 90 str.
- 1995. Stotisočnoga in druge igre. Ljubljana: Mladinska knjiga. 114 str.
- 1999. Čarovnije sveta. Ljubljana: Mladinska knjiga. 45 str.

Traducción
Giles Andreae
- 1997. Levček Leo, kralj ljubezni. Radovljica : Didakta. 30 str.

Heaney, Seamus
- 1997. Močvirna dežela: izbrane pesmi. Prevedel skupaj z Ireno Zorko-Novak. Radovljica: Didakta. 75 str.

Edmond Jabes
- 1996. Knjiga vprašanj. Maribor: Obzorja. 179 str.

Richard Jackson
- 1989. Obljuba svetlobe = The promise of light. Prevedli Boris A. Novak, Aleš Debeljak, Jure Potokar. Marblehead: Glavin Press, 24 str.

Stéphane Mallarmé
- 1989. Stéphane Mallarmé. Ljubljana: Mladinska knjiga. 167 str. Mallarmé, Stéphane. 1989. 'Favnovo popoldne'. V: Dialogi, št.7/8/9, str. 56-58.
- 1989. 'Herodiada'. V: Dialogi, št.10/11, str. 68-73.

Osti, Josip
- 1990. Barbara and the Barbarian: poems. Prevedla Ruzha Cleaveland in Boris A. Novak. Chattanooga: Poetry Miscellany. 14 str.
- 1993. Ljubezensko dvorišče. Maribor : Obzorja. 66 str.

Monika van Paemel
- 2003. Razlika: zgodovinska zgodba. Ljubljana: Mladinska knjiga.

K. D Plum
- 1995. Poleti domov, ptiček. Ljubljana : Co Libri. 26 str.

Paul Valéry
- 1992. Paul Valéry. Ljubljana: Mladinska knjiga. 199 str.
- 1992. 'Narcis govori'. V: Nova revija, št. 123/124, str.739-740.

Dragan Velikić
- 1992. Glas iz razpoke. Celovec: Wieser. 40 str.

Paul Verlaine
- 1996. Paul Verlaine. Ljubljana: Mladinska knjiga. 175 str.
- 2000. Lirika. Ljubljana: Mladinska knjiga. 167 str.
- 1986. Antologija ameriške poezije 20. stoletja. Ljubljana: Cankarjeva založba. 541 str.

- Datos: Q4309430
- Multimedia: Boris A. Novak / Q4309430